# Catalina de la Rosa
Catalina de la Rosa o Catalina Nicolás (? - 1646) fue una actriz, histriónica, empresaria y autora teatral española del Siglo de Oro.

## Trayectoria
Se casó antes de 1635 con el actor, empresario y autor Pedro de la Rosa (1613-1675), cambiando su apellido. Cuando se casaron, el matrimonio no tenía propiedades. Su primer hijo fue bautizado en Valladolid, siendo sus padrinos Antonio de Vitoria y Jusepa Románel y testigos el actor español Cosme Pérez, conocido como Juan Rana y Antonio Ramos.
De la Rosa, junto a su marido, abandonó la compañía de teatro de Tomás Fernández, formando "La Compañía de la Rosa". Entre 1636 y 1675, con esa compañía representó entremeses y comedias, tanto de su autoría como de los autores del momento como Lope de Vega, Juan Vélez de Guevara, Pedro Calderón de la Barca o Francisco de Rojas Zorrilla. Giró con la Compañía de la Rosa por diferentes ciudades de España, y actuó para los reyes, la nobleza y las ciudades, en palacios, teatros y calles. Entre su público se encontraba Isabel de Francia, reina de España y Portugal.
El 19 de noviembre de 1645, Catalina y Pedro de la Rosa escribieron un memorial a los monarcas pidiéndoles que pagaran las comedias que habían representado. A cambio del dinero que les debían, preferían recibir unos privilegios de caballeros equiparables, para poder tener ingresos en el futuro.
De la Rosa falleció en 1646, momento en el que el matrimonio solo poseía 1.000 ducados, según declaró su marido en su testamento en 1660.